# Liga Premier de Kirguistán 2023
La temporada 2023 de la Liga Premier de Kirguistán fue la 32.ª temporada de la máxima categoría del fútbol en Kirguistán desde 1992. Comenzó el 2 de abril y finalizó el 5 de noviembre.
El defensor del título fue Abdish-Ata Kant.

## Equipos

### Información
Los clubes Muras United y OshMU Aldier fueron incorporados a la máxima categoría, reemplazando a Nur-Batken (Jugó en segunda división) y Kaganat (Desapareció por problemas económicos) que se retiraron al finalizar la temporada pasada.
| Club            | Ciudad      | Estadio                        | Capacidad |
| --------------- | ----------- | ------------------------------ | --------- |
| Abdish-Ata Kant | Kant        | Sportkompleks Abdysh-Ata       | 3000      |
| Alay Osh        | Osh         | Suyumbayev Stadion             | 11 200    |
| Alga Bishkek    | Biskek      | Dolen Omurzakov                | 23 000    |
| Dordoi Bishkek  | Biskek      | Dolen Omurzakov                | 23 000    |
| Ilbirs Bishkek  | Biskek      | Stadium FC FFKR                | 1000      |
| OshMU Aldier    | Osh         | Suyumbayev Stadion             | 11 200    |
| Kara-Balta      | Kara-Balta  | Manas Stadium                  | 4000      |
| Neftchi         | Kochkor-Ata | Stadion Neftyannik Kochkor-Ata | 5000      |
| Muras United    | Jalal-Abad  | Stadion Kurmanbek              | 5000      |
| Talant          | Kant        | Sport City Stadion             | 1500      |

## Desarrollo

### Clasificación
| Pos. | Equipo         | Pts. | PJ | G  | E  | P  | GF | GC | Dif. | Clasificación 2024-25                |
| ---- | -------------- | ---- | -- | -- | -- | -- | -- | -- | ---- | ------------------------------------ |
| 1    | Abdish-Ata (C) | 57   | 27 | 17 | 6  | 4  | 58 | 22 | +36  | Ronda de play-off de la Liga Desafío |
| 2    | Alay Osh       | 51   | 27 | 14 | 9  | 4  | 36 | 23 | +13  |                                      |
| 3    | Dordoi         | 50   | 27 | 14 | 8  | 5  | 54 | 24 | +30  |                                      |
| 4    | Alga Bishkek   | 44   | 27 | 12 | 8  | 7  | 52 | 35 | +17  |                                      |
| 5    | Muras United   | 42   | 27 | 12 | 6  | 9  | 41 | 34 | +7   |                                      |
| 6    | Talant         | 34   | 27 | 8  | 10 | 9  | 32 | 38 | −6   |                                      |
| 7    | Neftchi        | 32   | 27 | 9  | 5  | 13 | 29 | 38 | −9   |                                      |
| 8    | Ilbirs Bishkek | 26   | 27 | 7  | 5  | 15 | 32 | 53 | −21  |                                      |
| 9    | OshMU Aldier   | 23   | 27 | 6  | 5  | 16 | 29 | 53 | −24  |                                      |
| 10   | Kara-Balta (D) | 13   | 27 | 3  | 4  | 20 | 20 | 63 | −43  | Descenso a Segunda División          |

 Fuente: KPFL, RSSSF
Criterios de clasificación: 1) Puntos; 2) Puntos en partidos directos; 3) Gol diferencia en partidos directos; 4) Goles anotados en partidos directos; 5) Gol diferencia; 6) Goles anotados.

### Resultados
| Local \ Visitante | ABD | ALA | ALG | DOR | ILB | KAR | MUR | NEF | OSH | TAL |
| ----------------- | --- | --- | --- | --- | --- | --- | --- | --- | --- | --- |
| Abdish-Ata        |     | 2–1 | 4–0 | 1–1 | 3–1 | 7–0 | 3–0 | 0–1 | 3–0 | 0–0 |
| Alay Osh          | 2–1 |     | 0–0 | 2–1 | 1–0 | 2–0 | 1–0 | 2–1 | 1–0 | 0–0 |
| Alga Bishkek      | 1–1 | 1–1 |     | 1–2 | 0–3 | 2–0 | 2–2 | 1–1 | 1–1 | 4–1 |
| Dordoi            | 1–0 | 1–1 | 0–2 |     | 6–0 | 5–0 | 1–1 | 3–0 | 2–0 | 5–0 |
| Ilbirs Bishkek    | 0–3 | 1–1 | 1–3 | 2–2 |     | 1–1 | 0–4 | 1–1 | 4–0 | 0–1 |
| Kara-Balta        | 0–4 | 0–4 | 2–6 | 0–2 | 1–0 |     | 1–2 | 0–3 | 1–2 | 1–1 |
| Muras United      | 0–1 | 1–0 | 2–2 | 1–1 | 3–0 | 2–1 |     | 1–0 | 0–2 | 1–2 |
| Neftchi           | 0–0 | 1–2 | 1–0 | 2–1 | 1–0 | 2–3 | 0–2 |     | 1–0 | 3–2 |
| OshMU Aldier      | 1–2 | 0–0 | 2–6 | 0–3 | 2–3 | 3–0 | 0–0 | 2–3 |     | 1–1 |
| Talant            | 2–2 | 1–1 | 0–4 | 1–1 | 2–1 | 0–0 | 1–2 | 2–1 | 3–4 |     |

| Local \ Visitante | ABD | ALA | ALG | DOR | ILB | KAR | MUR | NEF | OSH | TAL |
| ----------------- | --- | --- | --- | --- | --- | --- | --- | --- | --- | --- |
| Abdish-Ata        |     | 1–2 |     |     |     | 4–2 | 3–1 | 1–0 | 3–2 |     |
| Alay Osh          |     |     | 0–2 | 3–2 | 1–3 | 2–0 |     |     |     | 1–1 |
| Alga Bishkek      | 1–2 |     |     | 2–1 |     | 2–1 |     | 0–1 | 1–0 |     |
| Dordoi            | 1–1 |     |     |     |     | 2–1 | 2–1 | 3–2 | 4–0 |     |
| Ilbirs Bishkek    | 0–3 |     | 1–5 | 0–1 |     |     |     |     |     | 2–1 |
| Kara-Balta        |     |     |     |     | 0–2 |     |     | 0–0 | 0–1 | 0–1 |
| Muras United      |     | 0–1 | 3–3 |     | 4–1 | 1–5 |     |     |     | 1–0 |
| Neftchi           |     | 1–1 |     |     | 1–3 |     | 1–3 |     |     | 0–3 |
| OshMU Aldier      |     | 2–3 |     |     | 2–2 |     | 0–3 | 2–1 |     |     |
| Talant            | 2–3 |     | 2–0 | 0–0 |     |     |     |     | 2–0 |     |

## Estadísticas

### Goleadores
- Fuente: Página oficial de la competición.[10]